# Ołeksandr Marczenko (polityk)
Ołeksandr Ołeksandrowicz Marczenko (ukr. Олекса́ндр Олекса́ндрович Ма́рченко; ur. 14 stycznia 1965 w Rybczyńcach, zm. 7 marca 2022 pod Kijowem) – ukraiński polityk, deputowany do Rady Najwyższej Ukrainy, uczestnik wojny ukraińsko-rosyjskiej.
Był członkiem Ogólnoukraińskiego Zjednoczenia „Swoboda”. W trakcie wyborów parlamentarnych w 2012 bezskutecznie kandydował do Rady Najwyższej Ukrainy nie uzyskując mandatu w wyniku sfałszowania wyników wyborczych w jego okręgu. W przedterminowych wyborach parlamentarnych w 2014 roku startował w okręgu nr 90 (Biała Cerkiew) uzyskując mandat deputowanego do Rady Najwyższej Ukrainy. W 2019 nie ubiegał się o mandat.
Brał udział w obronie Ukrainy podczas rosyjskiej inwazji w 2022 roku. Zginął 7 marca 2022 w trakcie walk z siłami rosyjskimi w okolicach Puszczy Wodyckiej pod Kijowem. 